# Петрушин Олексій Євгенович
Олексій Євгенович Петрушин (рос. Алексей Евгеньевич Петрушин; нар. 3 грудня 1972, Ленінград, РРФСР) — російський футболіст та футзаліст, півзахисник.

## Життєпис
У СРСР грав за «Локомотив» (Ленінград) у турнірі «Футбол Росії» у 1990 році. 1991 року виступав у першості КФК за «Будівельник» (Гатчина). У 1992—1995 роках грав за гатчинський клуб у другій (1992—1993, 1995) та третій лігах (1994). У сезоні 1995/96 років грав у Польщі.
У чемпіонаті Росії з міні-футболу виступав за клуби «Фенікс» Челябінськ (1993, 1995), «ТТГ-Ява» Югорськ (1997/98 - 2002/03, 2006/07), «Динамо» Москва (2003/04), «Діна» (2005/06), «Динамо» Санкт-Петербург (2007/08), «Спартак-Щолково» (2008/09). Провів два матчі, відзначився одним голом за збірну Росії з міні-футболу.
Потім грав за аматорські футбольні клуби «Іжора-Бралан» Івановка (2009), «Царське Село» Пушкін (2009, 2011-2012).

## Досягнення
- Чемпіонат Росії з міні-футболу
  -  Чемпіон (2): 2003/04, 2004/05

- Кубок Росії з міні-футболу
  -  Володар (1): 2003/04